# Édouard Brissaud

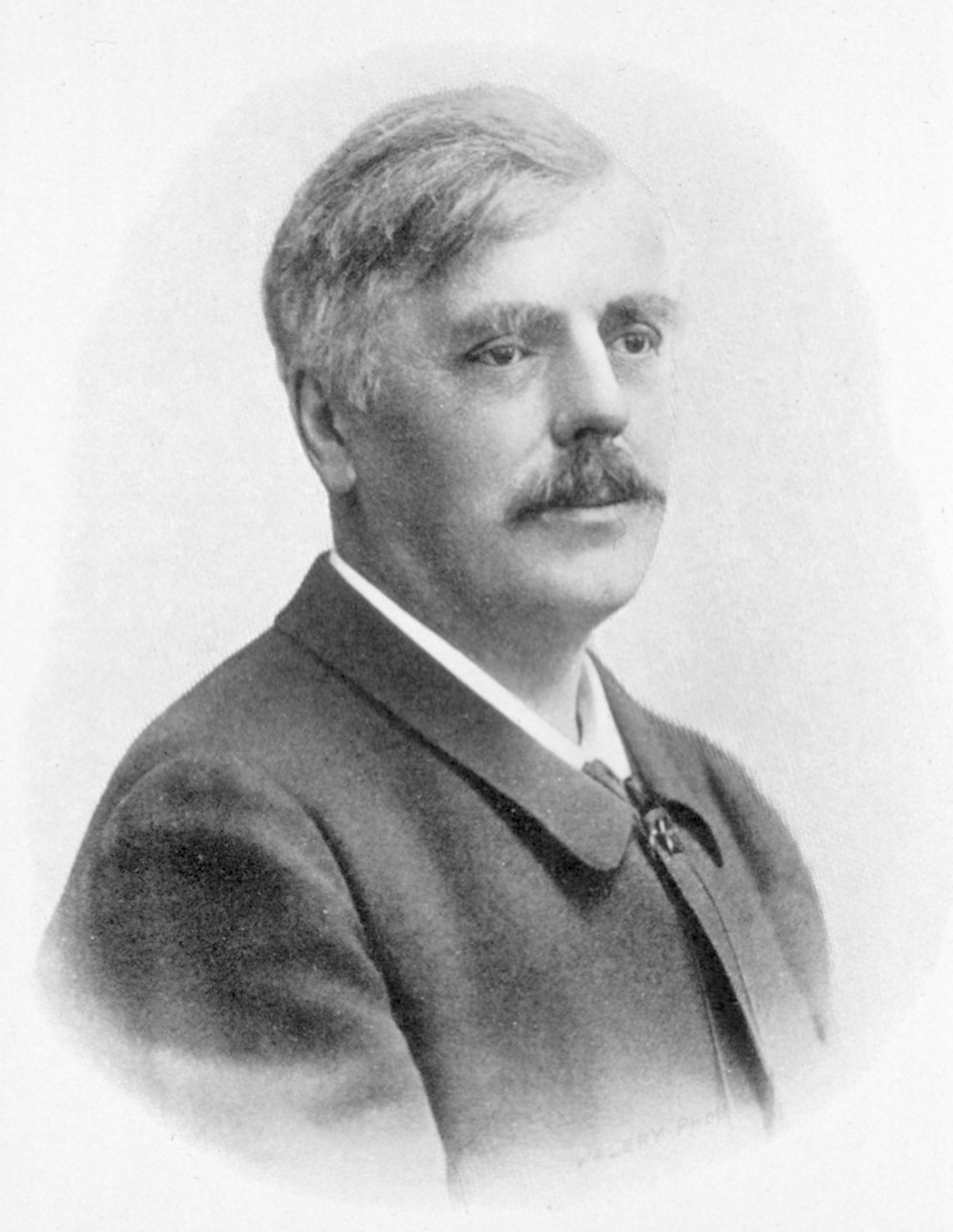
Édouard Brissaud

Édouard Brissaud (ur. 15 kwietnia 1852 w Besançon, zm. 19 grudnia 1909 w Paryżu) – francuski lekarz patolog. 
Uczył się u Jeana Martina Charcota i Charlesa Lasègue’a w szpitalu Pitié-Salpêtrière. Zajmował się różnorodnymi zagadnieniami z takich dziedzin medycyny jak anatomia, neurologia i psychiatria. 
Zmarł na guza mózgu w wieku zaledwie 57 lat, po nieudanej operacji przeprowadzonej przez sir Victora Horsleya. Jako wolnomyśliciel nie chciał uroczystości pogrzebowej, ale jego ostatnia wola nie została uszanowana. Upamiętniono go licznymi eponimami, z których większość jest już jednak nieużywana:
- choroba Bourneville’a-Brissauda – prawie nie używana nazwa stwardnienia guzowatego, upamiętniająca fakt opisania przez Brissauda wspólnie z Bournevillem jednego z pierwszych znanych przypadków choroby w 1881 roku;
- skolioza Brissauda – postać skoliozy opisana przez uczonego w 1895 roku;
- choroba Brissauda – znana lepiej jako zespół Tourette’a, opisana szczegółowo przez Brissauda w 1896 roku;
- infantylizm Brissauda – dziecięca postać obrzęku śluzowatego w niedoczynności tarczycy, opisana w 1907 roku;
- odruch Brissauda – skurcz mięśnia napinacza powięzi szerokiej (musculus tensor fasciae latae) spowodowany łaskotaniem podeszwy stopy;
- zespół Brissauda-Sicarda – zespół neurologiczny, na który składają się porażenie połowicze połączone z połowiczym skurczem kontralateralnej połowy twarzy, w związku z ogniskowym uszkodzeniem pnia mózgu, opisany w 1908 roku.

## Wybrane prace
- Bourneville D, Brissaud É. Encéphalite ou sclérose tubéreuse des circonvolutions cérébrales. Archives de neurologie 1, 390–412 (1881)
- Leçons sur les maladies nerveuses Masson, Paris 1895
- La chorée variable des dégenerés. Revue neurologique 4, 417-431. 1896.
- L'infantilisme vrai. Nouvelle iconographie de la Salpêtrière 20, 1-17. 1907.
- Brissaud É, Sicard JA. L’hémispasme facial altern. Presse médicale 16, 1234-236. 1908.